# Raymond Williams
Raymond Williams (Llanfihangel Crucorney, 31 agosto 1921 – Saffron Walden, 26 gennaio 1988) è stato uno scrittore e sociologo gallese, figura influente all'interno della nuova sinistra.
I suoi scritti sulla politica, sulla cultura, sui mass media e sulla letteratura sono un contributo significativo alla critica marxista della cultura e delle arti. Nel solo Regno Unito ha venduto circa 750.000 copie dei suoi libri. Il suo lavoro ha posto le basi per il campo degli studi sociali conosciuto come studi culturali (cultural studies) e ha studiato e confrontato culture scritte e orali, nobili e popolari. Ha insegnato sia ad Oxford sia a Cambridge ed è molto noto anche in Italia. 
Nella prestigiosa università di Cambridge fu a lungo professore di letteratura inglese e teatro. È stato il primo a cogliere il nesso stringente tra televisione e mobilità sistematizzandolo nel concetto di "privatizzazione mobile". Secondo Williams, a partire dalla rivoluzione industriale, da un lato si è assistito ad uno sradicamento sia delle strutture abitative che produttive degli integrati insediamenti comunitari delle società premoderne; dall'altro la necessità di mantenere i contatti con le unità familiari ed il mondo esterno, ora più vasto e complesso. In questo modo la televisione riuscirebbe a consentire di "uscire a vedere luoghi nuovi" senza muoversi. È autore di un romanzo storico fantascientifico, quasi una saga gallese: Il popolo delle Montagne Nere.

## Vita
Nato nei pressi di Abergavenny, nel Galles, Williams era figlio di un ferroviere.
Williams frequenta il Trinity College di Cambridge, dove ha aderito al Partito Comunista di Gran Bretagna. Insieme a Eric Hobsbawm, gli fu dato il compito di scrivere un opuscolo per il Partito comunista sulla guerra russo-finlandese. Williams interruppe i suoi studi per partecipare alla seconda guerra mondiale. Durante l'inverno 1940, si arruolò nell'esercito del Regno Unito rimanendo tuttavia in un primo momento a Cambridge per sostenere un esame nel giugno 1941.
Tra il 1941 e il 1945 partecipò alla seconda guerra mondiale partecipando allo sbarco in Normandia.
Rimase sconvolto dai bombardamenti a tappeto da parte della Royal Air Force che colpì non solo obiettivi militari e banchine così come era stato ufficialmente affermato. Nel 1958 pubblica Cultura e rivoluzione industriale che ebbe un successo immediato e che lo rese conosciuto. Nel 1961 pubblica The Long Revolution. I suoi testi furono ripresi dalla nuova sinistra ampliando il suo pubblico. Sulla base dei suoi testi, Williams fu invitato a tornare a Cambridge nel 1961 per diventarne docente. Fu visiting professor di Scienze Politiche presso l'Università di Stanford nel 1973. Si ritira dal Cambridge nel 1983 e trascorse gli ultimi anni a Saffron Walden.

## Cultura e rivoluzione industriale
Pubblicato nel 1958, "Cultura e rivoluzione industriale" (titolo originale "Culture and Society"), ricostruisce l'evoluzione dell'atteggiamento degli intellettuali inglesi nei confronti della civiltà industriale, a partire dalla fine del diciottesimo secolo fino alla metà del ventesimo. In particolare, Williams si sofferma sul concetto di "cultura", che proprio durante l'Ottocento prese a significare 'un intero sistema di vita materiale, intellettuale e spirituale" . Williams dimostra come l'idea di cultura sia nata in reazione all'affermarsi della società creata dalla Rivoluzione industriale, in particolare come elemento che potesse redimere una società dove i rapporti umani erano ormai subordinati al  profitto e al guadagno, e ormai divisa tra una classe dominante, composta da un numero esiguo di individui, e una maggioranza di oppressi. 
Williams rintraccia le radici di questa riflessione in Edmund Burke e prosegue citando, tra gli altri, Thomas Carlyle, John Stuart Mill, John Ruskin, WIlliam Morris, fino ad arrivare a T.S. Eliot e George Orwell. Secondo l'autore, però, le riflessioni di questi intellettuali sono accomunate da un limite, legato al rapporto con quella parte della popolazione, il proletariato, che subiva le peggiori conseguenze delle trasformazioni avvenute a partire dal Settecento. Concepito come "massa", il proletariato viene considerato come "perpetua minaccia della cultura" , credula e mediocre nei gusti e nei costumi: un atteggiamento di distanza che si è mantenuto nel tempo e che "ha servito, paradossalmente, a immobilizzare e indebolire le coscienze" , e a impedire di conseguenza l'elaborazione di reali percorsi di emancipazione per questa parte della popolazione. 
Nella conclusione, Williams denuncia il limite del concetto di "massa", definendolo un  pregiudizio intellettuale, "ideologia di coloro che cercarono di controllare il nuovo sistema e trarne profitto [...] rafforzando quindi lo status quo" , e ne auspica il superamento, proponendo la solidarietà come base per un nuovo tipo di società.

## Opere
- Cultura e rivoluzione industriale (Einaudi, 1968)
- Sociologia della cultura (Il Mulino, 1983)
- Il popolo delle Montagne Nere (Editori Riuniti, 1992)
- Tecnologia e forma culturale (Editori Riuniti, 1992)
- Marxismo e letteratura (Laterza, 1979)